# Historia de Yemen

Antigua inscripción yemení en qatabánico.

Yemen fue uno de los más antiguos centros de civilización en el Oriente Próximo.
Su tierra, relativamente fértil, y su clima húmedo permitieron el desarrollo de una población estable. Este hecho fue ya reconocido por el geógrafo griego Claudio Ptolomeo, quien se refirió a Yemen en sus textos como Eudaimon Arabia (término más conocido por su traducción latina, Arabia Felix), la ‘Arabia feliz’.
Entre el siglo XII a. C. y el siglo VI d. C., la zona fue dominada por tres civilizaciones sucesivas, que controlaron el lucrativo tráfico de especias: los mineos, los sabeos y los himyaritas.

## Historia antigua

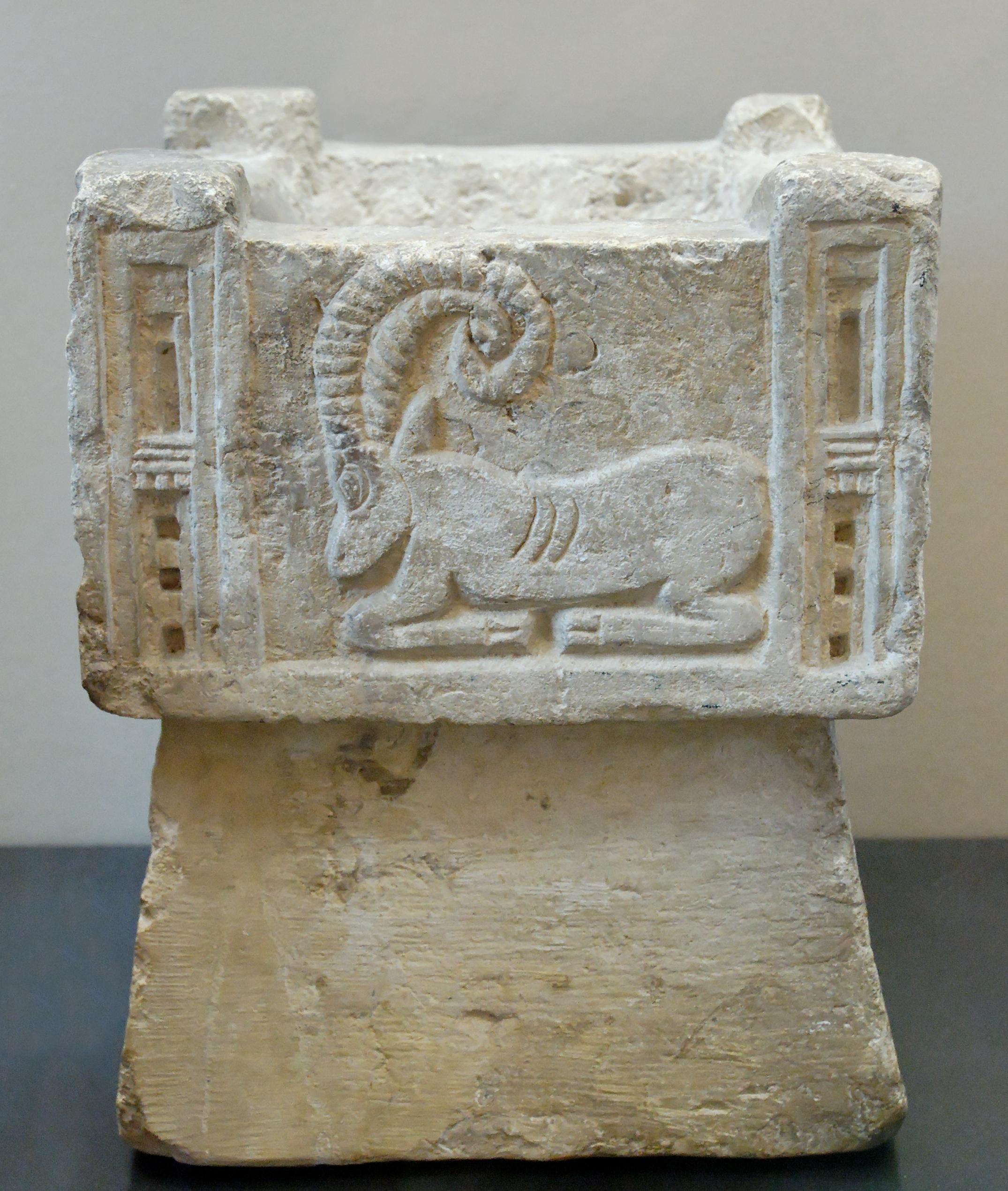
Quemaperfumes yemení del a C.

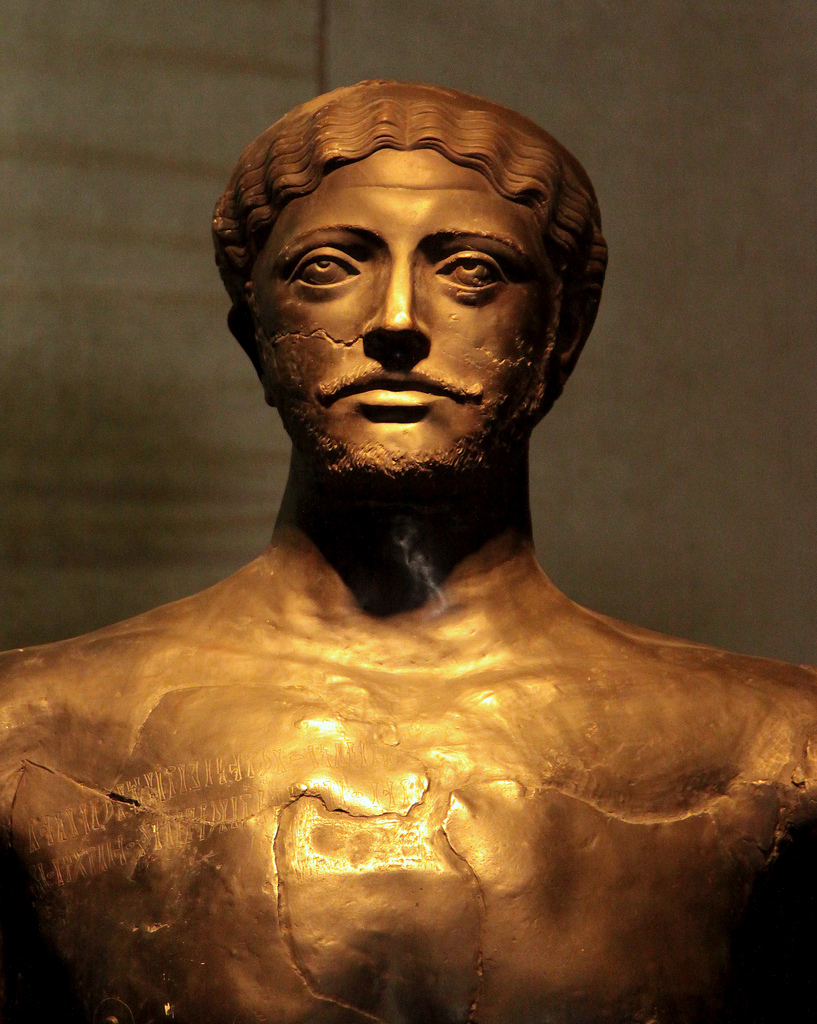
Un rey himyarita.

Hacia el año 5000 a. C., en las montañas del norte de Yemen ya existían asentamientos relativamente grandes para su época.
El reino de Saba, cuya capital se cree que fue Marib, surgido desde el siglo VIII a. C., alcanzó un gran poderío por su situación estratégica, entre la India y el Mediterráneo, lo que le permitió monopolizar el tráfico de especias. Según el Antiguo Testamento, Salomón, rey de Israel, recibió en el siglo X a. C. la visita de la opulenta Reina de Saba; el esplendor de su séquito puede ser un eco de la fascinación que las riquezas del reino sabeo produjeron en la época.
Hacia el siglo VIII a. C. los sabeos, para mejorar sus regadíos, construyeron una represa, de la que aún existen vestigios. Parece ser que estuvo en funcionamiento hasta el año 57 d. C., es decir, durante más de un milenio. En Marib todavía pueden verse los restos de un gran templo, que permaneció en pie durante casi catorce siglos.
Entre el 700 y el 680 a. C., el reino de Awsan dominó Adén y sus alrededores. El sabeo Mukarrib Karib'il Watar que tenía el título de rey, conquistó todo el reino de Awsan, ampliando el territorio de Saba, al incluir gran parte de Arabia del Sur.
La falta de agua en la península arábiga impidió que los sabeos unificaran toda la península. En lugar de ello, establecieron varias colonias para controlar las rutas comerciales.
En el año 24 a. C., los sabeos rechazaron una expedición romana mandada por el procónsul de Egipto, Elio Galo, quien tuvo que desistir de la idea de conquistar la Arabia Felix.
A partir del siglo III d. C., el reino de Saba pasa a ser dominado por una nueva dinastía, la himyarita, por lo que en adelante se habla del reino de Himyar. Los himyaritas habían conquistado Saná en el siglo II y en el año 275 conquistaron Hadramout, Najran y Tihama.
La capital del nuevo reino fue trasladada en el siglo V a Dhafar (ahora un pequeño pueblo, en la región de Ibb). También comerciantes, los himyaritas fueron sin embargo culturalmente inferiores a los sabeos. Dhu Nuwas, Rey de Himyar, adoptó el judaísmo como religión del estado, y persiguió a los cristianos, lo que ocasionó una guerra con el cristiano reino de Aksum, en la actual Etiopía. Himyar fue invadido y conquistado por Aksum en el año 533.
Cuarenta años después (572), el reino fue anexionado por la Persia sasánida.

## La Edad Media
El Islam llegó a Yemen alrededor del año 630, en vida del profeta Mahoma.
Tras la conversión del gobernador persa, Badhan, muchos de los jeques y sus tribus abrazaron también el islam. A partir de entonces, Yemen pasó a formar parte del califato árabe, de los que no era más que una provincia remota. Durante el siglo VIII, gobernando en Bagdad la dinastía abásida, comienzan a aparecer en Yemen pequeños estados independientes de facto. En la zona costera comienza en el año 819 el dominio de la dinastía zayidita o zayidí, de obediencia chiita, fundada por Yayha ben Yahya ben Qasim ar-Rassi, la cual estableció una estructura política teocrática que, con diferentes vicisitudes, ha durado hasta nuestros días.
En 1021 los zayiditas fueron reemplazados por otra dinastía local, los banu nagagh (o nayajidas); derrotados por los sulayhidas en 1060; quienes en 1159 fueron a su vez sustituidos por los mahditas.
Los califas sunníes de Egipto ocuparon gran parte del norte de Yemen durante el siglo XI, pero el poder local fue ejercido por dinastías yemeníes, como los zayiditas, los banu nagagh, y los banu sulayh. En 1174 los ayyubitas egipcios conquistaron Adén y en 1189 Saná y todo el territorio de Yemen; pero su poder se debilitó hacia 1250, con la subsiguiente aparición de nuevos estados locales, regidos por dinastías como la rassulita (hasta 1442), y la tahirita (hasta 1516).
A finales del siglo XV hacen su aparición los portugueses, que envían varias expediciones para anexarse el estrecho de Bab-el-Mandeb y hacerse así con el control del tráfico de especias. En 1517 logran finalmente apoderarse de Adén, que seguirá en su poder hasta 1538.
En 1517 la mayor parte del territorio de Yemen se convirtió nominalmente en parte del Imperio otomano, aunque el poder real siguió en manos de los imánes zayiditas. En 1538 el sultán otomano Solimán el Magnífico arrebató el puerto de Adén a los portugueses.

## Siglos XVII-XX
Entre 1628 y 1634, Seid Jassem, llamado Jassem el Kebir (el Grande) combate y expulsa a los turcos de Yemen, y se apodera incluso de Adén. Se restablece la dinastía zaydita, con capital en Saná.
Adén, sin embargo, se independiza de los zayditas en 1740. Ibn Saud, de la dinastía wahabita -antepasado del actual Rey de Arabia Saudita- se apodera a finales del siglo XVIII, aprovechando la decadencia del Imperio otomano, de la práctica totalidad de la Península arábiga, incluyendo el territorio yemeni. En tiempos del Sultán Mahmud II, sin embargo, el Bajá de Egipto, Mehmet Alí, combate y vence a los saudíes, restaurando nominalmente el dominio otomano (en la práctica, egipcio) en Arabia. En 1837 Kultschuck Ibrahim Pachá, general de Mehemet Alí, invade el Yemen, ocupa Saná y obliga al Imán de Yemen a abdicar en favor del Bajá de Egipto.
En 1839 el enclave de Adén es cedido a los británicos.
Los otomanos estaban preocupados acerca de la expansión británica de la India hasta el Mar Rojo y Arabia. Volvieron a la Tihama en 1849 después de una ausencia de dos siglos; aunque solamente lograron conquistar Saná y las tierras altas en 1872.
A partir de 1892 se produce en Yemen una insurrección contra los otomanos. En 1904 se restablece la dinastía zaydita, en la persona del imán Yahya Ibn al-Husayn, pero bajo control turco. Una nueva insurrección, en 1911, consigue arrancar de los turcos una mayor autonomía.

## El reino independiente (Yemen del Norte)

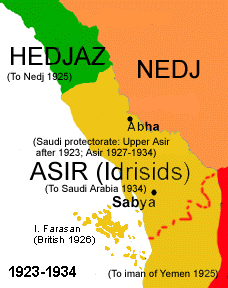
División de Asir entre Yemen y Arabia Saudí en 1934.

Tras la I Guerra Mundial y la derrota del Imperio Turco, Yemen consigue su independencia de iure, siendo el imán zaydita nombrado Rey del Yemen en 1918, aunque no es reconocido por los británicos hasta 1925.
En 1926 el Rey saudita Abdulaziz bin Saúd, cuyo objetivo era la unificación de toda la península bajo su poder, invade Yemen, tras haber conquistado el resto de Arabia.
Al año siguiente, tras un tratado con los británicos, se retira, reponiendo al imán Yahya Ibn al-Husayn en su trono. Sin embargo, en 1934, estallan tensiones entre los reinos saudita y yemení a causa de la región fronteriza de Asir y de las relaciones del reino yemení con Italia. La crisis se resuelve por intermediación de Gran Bretaña, quien adjudica el Asir a los sauditas y el reconocimiento del protectorado británico sobre Adén, por 40 años.
El reino de Yemen participa en 1945, junto con Egipto, Siria, Líbano, Jordania y Arabia Saudita en la fundación de la Liga Árabe, a la que posteriormente se adherirán otros estados. En 1947 ingresa en la ONU, consiguiendo así el pleno reconocimiento internacional.
La intención de Yahya Ibn al-Husayn era convertir la monarquía, que hasta entonces había sido electiva, en hereditaria, imponiendo como su sucesor a su hijo Ahmad. La oposición de la nobleza condujo en 1948 a un intento de golpe de Estado, en el que el Rey fue asesinado. Su hijo, Ahmad ibn Yahya reprimió con dureza la oposición al régimen. Ahmad inició una política de confrontación con Gran Bretaña, a causa del contencioso por la posesión de Adén, todavía colonia británica. Firmó un acuerdo de unión con Egipto y Siria (entonces la República Árabe Unida), con los que formó parte de los "Estados Unidos Árabes" entre 1958 y 1961. El Rey Ahmad murió en septiembre de 1962. Le sucedió su hijo Muhammad al-Badr, pero fue poco después depuesto por fuerzas revolucionarias, que tomaron el control de la capital e instauraron la República Árabe de Yemen. Se produjo un conflicto entre varias naciones árabes, ya que Egipto apoyó a la naciente república, mientras que Jordania y Arabia Saudita respaldaban a los seguidores de la monarquía. El conflicto se prolongó hasta 1967, con enfrentamientos esporádicos; ese año las tropas egipcias se retiraron de Yemen. En 1968, tras un último asedio de la capital por los partidarios de la monarquía, se alcanzó por fin la reconciliación. Arabia Saudita reconoció oficialmente a la República en 1970.

## Yemen del Sur
La región de Adén, bajo dominio británico desde 1839, formó parte de la India británica hasta 1937. Ese año, Adén se transformó en una colonia de la Corona, y los territorios adyacentes en dos protectorados británicos, oriental y occidental. En 1959 seis de los jeques del protectorado occidental de Adén, bajo los auspicios de Gran Bretaña que pretendía detener así su deriva panarabista, crearon una federación de emiratos, la Federación de Arabia del Sur, que se integró en la Commonwealth. Más adelante se incorporan otros emiratos, tanto del protectorado oriental como del occidental, y en 1963 ingresa en la Federación la colonia de Adén, aunque conserva su estatus de colonia de la corona.
Sin embargo, se suceden las revueltas antibritánicas, dirigidas por dos grupos nacionalistas rivales, el Frente de Liberación del Yemen del Sur Ocupado, y el Frente de Liberación Nacional. En febrero de 1963, se inician los primeros ataques contra las tropas británicas. El 10 de diciembre, tras un atentado en el aeropuerto de Adén contra el Alto Comisario Británico, sir Kennedy Trevasky e integrantes del Consejo Supremo Federal, en el que resultó herido este alto cargo y un ministro, se declaró el estado de excepción. Los enfrentamientos fueron haciéndose progresivamente más duros con numerosas víctimas en combates y ataques terroristas. En 1967 se retiran las tropas británicas, y toma el poder el Frente de Liberación Nacional, de orientación marxista. El 30 de noviembre de ese año se proclama la República Popular de Yemen del Sur, el primer estado comunista árabe de la historia.
En 1969 consigue el poder el ala radical del FLN, y el país es rebautizado como República Popular Democrática de Yemen del Sur. Es un régimen de partido único, el Partido Socialista de Yemen, que establece estrechos lazos con la Unión Soviética, China, Cuba y la OLP.

## Las dos repúblicas

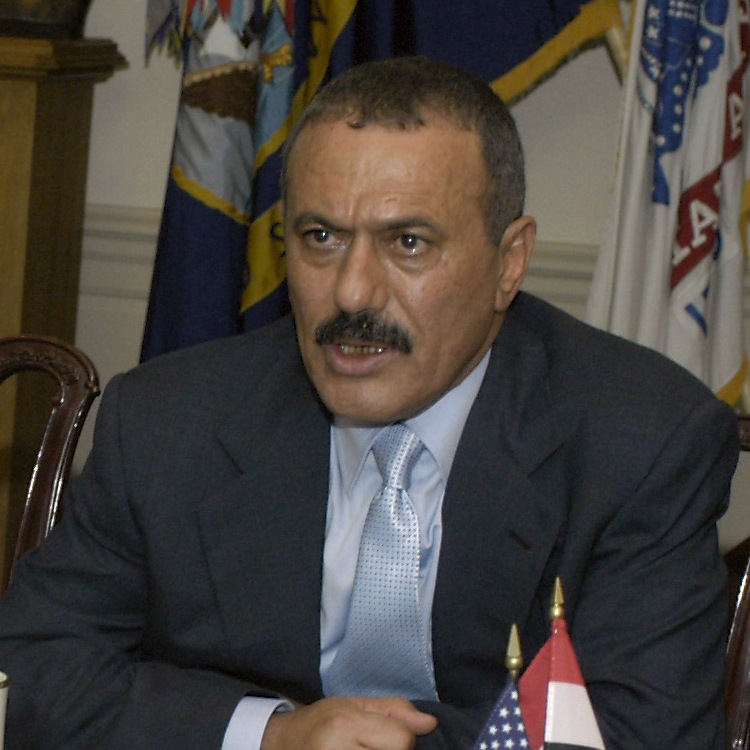
Ali Abdullah Saleh.

La coexistencia en la década de los 70 entre la República Árabe de Yemen (Yemen del Norte) y la República Popular Democrática (Yemen del Sur) estuvo marcada por los enfrentamientos. En octubre de 1972, a causa de unos incidentes fronterizos, el Norte invadió al Sur, provocando una guerra en la que el Norte contó con el apoyo de Arabia Saudita, y el Sur con el de la Unión Soviética. Bajo los auspicios de la Liga Árabe se acordó el alto el fuego en El Cairo el 24 de octubre de 1972. En dicho acuerdo se establecieron también las bases para una futura unificación de ambos estados, pero el proyecto es boicoteado por el líder de la facción prosaudita de Yemen del Norte, el comandante Ibrahim al-Hamdi, quien el 13 de junio de 1974, tras un golpe de Estado, se convierte en Presidente de la República Árabe.
En 1976 Arabia Saudita reconoce a Yemen del Sur, y el presidente de Yemen del Norte estrecha relaciones con China, creando un marco favorable para las negociaciones de reunificación. Todo se trunca, sin embargo, cuando, Ibrahim al-Hamdi es asesinado, en octubre de 1977. Lo sustituye el coronel Ahmad al Ghashni, quien es también asesinado al año siguiente por un agente de Yemen del Sur. Su sucesor, Ali Abdullah Saleh, rompió las relaciones con el Sur.
En 1979 se produce otra breve guerra por tensiones fronterizas, resuelta tras la intermediación de la Liga Árabe. En marzo de ese mismo año, en una cumbre realizada en Kuwait, se llega a un nuevo acuerdo entre las dos repúblicas que desembocará, en diciembre de 1981, en la firma de un proyecto de Constitución para un estado unificado.

## Unificación

Yemen del Norte (en naranja) y Yemen del Sur (en azul) antes de 1990.

Tras una década de negociaciones, con avances y retrocesos en función de los cambios políticos en las dos repúblicas, el 22 de mayo de 1990 el Norte y el Sur se fundieron en un solo estado, con el nombre oficial de República del Yemen, con capital en Saná.
Adén fue designada capital comercial. La nueva república es democrática y pluripartidista, si bien su Constitución recoge la preponderancia de la ley islámica como fuente de legislación.
El presidente de la República fue el antiguo jefe de Estado de Yemen del Sur, Abu Bakr el-Attas, mientras que el expresidente del Norte, Ali Abdullah Saleh se puso al frente de un Consejo Presidencial provisional. Se instituyó un parlamento de 301 diputados, de los cuales 159 eran representantes del Norte, 111 del Sur, y 31 independientes, elegidos por el jefe del Consejo Presidencial. Se decretó un período de transición de 30 meses para la unificación de los dos sistemas políticos y económicos. La Constitución fue ratificada en mayo de 1991.
Yemen fue uno de los pocos países árabes que apoyó a Irak en su invasión de Kuwait, en 1991.
En las elecciones legislativas de 1993, alcanzó el triunfo el partido Congreso General del Pueblo, del presidente Saleh, con 123 de los 301 escaños. En desacuerdo con los resultados, el vicepresidente y hombre fuerte de Yemen del Sur, Ali Salem al-Baid, amenazó con una nueva secesión del Sur, lo que produjo una breve guerra civil (mayo-julio 1994), que terminó con la victoria de las fuerzas leales a Saleh, quien en 1999 resultó elegido presidente con el 96,2% de los votos.

## Período de inestabilidad
En octubre de 2000, 17 militares de Estados Unidos murieron en un ataque suicida de Al-Qaeda al navío U.S. Cole.
El 20 de febrero de 2001 un referendo ratificó la presidencia de Saleh y le otorgó poderes especiales. Después del 11 de septiembre de 2001, el presidente Saleh anunció que Yemen se unía a la Guerra contra el terrorismo para enfrentarse al grupo Al-Qaeda.
En junio de 2004, comenzó un movimiento insurgente chiita, cuando el clérigo Hussein Badreddin al-Houthi, líder de los chiitas zaidíes, organizó un levantamiento contra el gobierno yemení. Los rebeldes afirmaron que se levantaban "para defender a su comunidad contra la discriminación" y la agresión del gobierno.
En 2005, al menos 36 personas murieron en enfrentamientos entre la policía y manifestantes contra el alza del precio de la gasolina. El 20 de septiembre de 2006, Saleh fue reelecto presidente, con el 77,2% de los votos.
En julio de 2007, un atentado de Al-Qaeda causó la muerte a siete turistas españoles en la Gobernación de Marib.
Otros atentados contra turistas ocurrieron en 2008. En enero de 2009, la organización terrorista anunció la conformación del grupo Al Qaeda en la península arábiga, con sede en las zonas que controla en Yemen.
A partir de 2009 Estados Unidos ha realizado diferentes ataques en Yemen, con aviones no tripulados y desde barcos, para intentar destruir las bases de Al-Qaeda o eliminar a sus jefes.
También en 2009, las Fuerzas Armadas de Yemen lanzaron una nueva ofensiva contra los insurgentes zaidíes, contando con la asistencia de las Fuerzas Armadas de Arabia Saudita. Decenas de miles de personas fueron desplazadas por los combates. Un alto el fuego fue acordado en febrero de 2010. Sin embargo, a finales de año, Yemen afirmó que 3000 soldados habían muerto en nuevos enfrentamientos. Los rebeldes acusaron a Arabia Saudita de apoyar a grupos salafistas yihadistas para exterminar a los chiitas zaidíes.

## Caída de Saleh
Desde comienzos de 2011 se generalizaron protestas masivas contra el gobierno de Saleh. Inicialmente ocurrieron manifestaciones para protestar contra el desempleo, las condiciones económicas y la corrupción, así como en contra de las propuestas del gobierno para modificar la constitución para que el hijo de Saleh podría heredar la presidencia. En marzo de 2011, francotiradores de la policía abrieron fuego contra el campo prodemocracia en Saná, matando a más de 50 personas. En mayo, decenas de personas murieron en enfrentamientos entre las tropas y los combatientes tribales en Saná. En este punto, Saleh empezó a perder el apoyo internacional. En octubre de 2011, el activista de derechos humanos yemení Tawakkul Karman ganaron el Premio Nobel de la Paz y el Consejo de Seguridad de la ONU condenó la violencia y pidió una transferencia de poder.
El 23 de noviembre de 2011, Saleh viajó a Riad, en la vecina Arabia Saudí, a firmar el plan del Consejo de Cooperación del Golfo para la transición política, en el que se comprometió a transferir legalmente la presidencia al vicepresidente Abd Rabbuh Mansur al-Hadi, de su mismo partido. Hadi asumió el cargo y luego ganó las elecciones presidenciales en febrero de 2012, en la que él fue el único candidato.
Un "gobierno de unidad" se formó, incluyendo un primer ministro de la oposición.
Al-Qaeda realizó un atentado suicida febrero de 2012 sobre el palacio presidencial, en el que murieron 26 guardias republicanos, el día que el presidente Hadi se posesionó. También al-Qaeda ejecutó atentado suicida que mató a 96 soldados en Saná tres meses después. En septiembre de 2012, un atentado con coche bomba en Saná mató a 11 personas.
En 2012, fue conformado en Yemen un "pequeño contingente de tropas de Estados Unidos para operaciones especiales".
El Ejército de Yemen hizo retroceder al grupo Ansar Al-Sharia y recuperó el control de la Gobernación de Shabwah.

## Caída de Haidi e intervención de Arabia Saudita

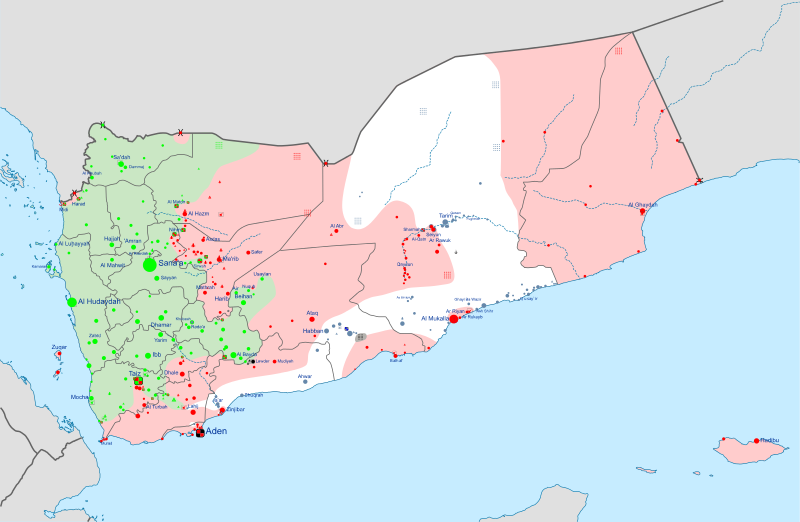
Controlado por los Hutíes y el Ejército de Yemen
Controlado por seguidores de Hadi o Arabia Saudita
Controlado por Al-Qaeda y Ansar al-Sharia

El 21 de septiembre de 2014, los rebeldes hutíes conquistaron la capital Saná en medio de protestas masivas de la población de la ciudad contra el alza de la gasolina. El 19 de enero de 2015, los hutíes disolvieron el parlamento; Hadi renunció, pero el 21 de febrero logró huir a Adén y retiró su renuncia. El 9 de marzo, la Liga Árabe decidió enviar una fuerza militar encabezada por Arabia Saudita, con el consenso de Estados Unidos, para restaurar el mandato de Haidi. El 20 de marzo, el grupo terrorista Estado Islámico ejecutó una ola de atentados suicidas con bombas, matando a 142 personas en las mezquitas de chiitas de Saná. El 25 de marzo, las fuerzas de los hutíes tomaron el control de Adén. El 26 de marzo, comenzaron los bombardeos de Yemen, ejecutados por la coalición encabezada por Arabia Saudita.
Tropas de Egipto desembarcaron en las costas de Yemen.